# 神戸ポートピアホテル
神戸ポートピアホテル（こうべポートピアホテル、英: Kobe Portopia Hotel）は、兵庫県神戸市中央区のポートアイランドにあるシティリゾートホテル、並びにこれを運営する企業（株式会社神戸ポートピアホテル）である。

## 歴史・概要
延床面積11万m2超の大規模建築で、神戸ポートアイランド博覧会が開催された1981年に開業した。同年には神戸ポートアイランド博覧会に行幸した昭和天皇が宿泊している。
ダイエー創業者中内㓛の弟中内力が、父から引継いだサカエをダイエーに売却した資金を元に建設したもので、現在も中内の親族が経営している。神戸を代表するホテルの一つである。
完成当時ホテルとしては西日本最大級の規模を誇った32階建ての本館のほか、南館（1988年開業）、ポートピアホール（1997年開業）がある。本館の外観は船をイメージしたもので、平面は楕円形をしている。本館高層階にはエグゼクティブフロアである「オーバルクラブ」がある。また、31階には、フランスのミヨネーに本店がある高級レストラン「アラン・シャペル」のフランス国外唯一の支店があったが、2012年3月25日閉店。フランス・リヨンにある二つ星レストラン「ラ メール ブラジィエ」と提携し2012年5月22日には、フレンチレストラン「トランテアン」としてリニューアルオープンしたが、2024年2月29日閉店。現在は、宴会場「エクシア」として、婚礼･パーティ会場として活用している。
大小36のホール・レセプション会場・会議室を備えたコンベンション・ホテルでもあり、神戸コンベンションコンプレックスの構成要素となっている。
ABCテレビ『おはよう朝日です』などで使用されているお天気カメラ（サンテレビとABCテレビの共同使用、サンテレビがカメラの管理を担当）が本館の屋上に設置されており、オープン以来今日に至るまでずっと稼動し続けている。

## 主な施設
- 客室（746室）
- ルーフガーデンプール、屋内温水プール
- テニスコート、スポーツジム、エステ
- レストラン・バー（13店舗）
- チャペル（2か所）、テラスバンケット、神殿、仏前式式場
- 本館1Fロビー、全ての客室とOVALラウンジ（Wi-Fi接続）、本館25 - 28階の客室（有線LAN接続）で、無料インターネット高速接続サービスを実施。

## 会議場・レセプション会場一覧

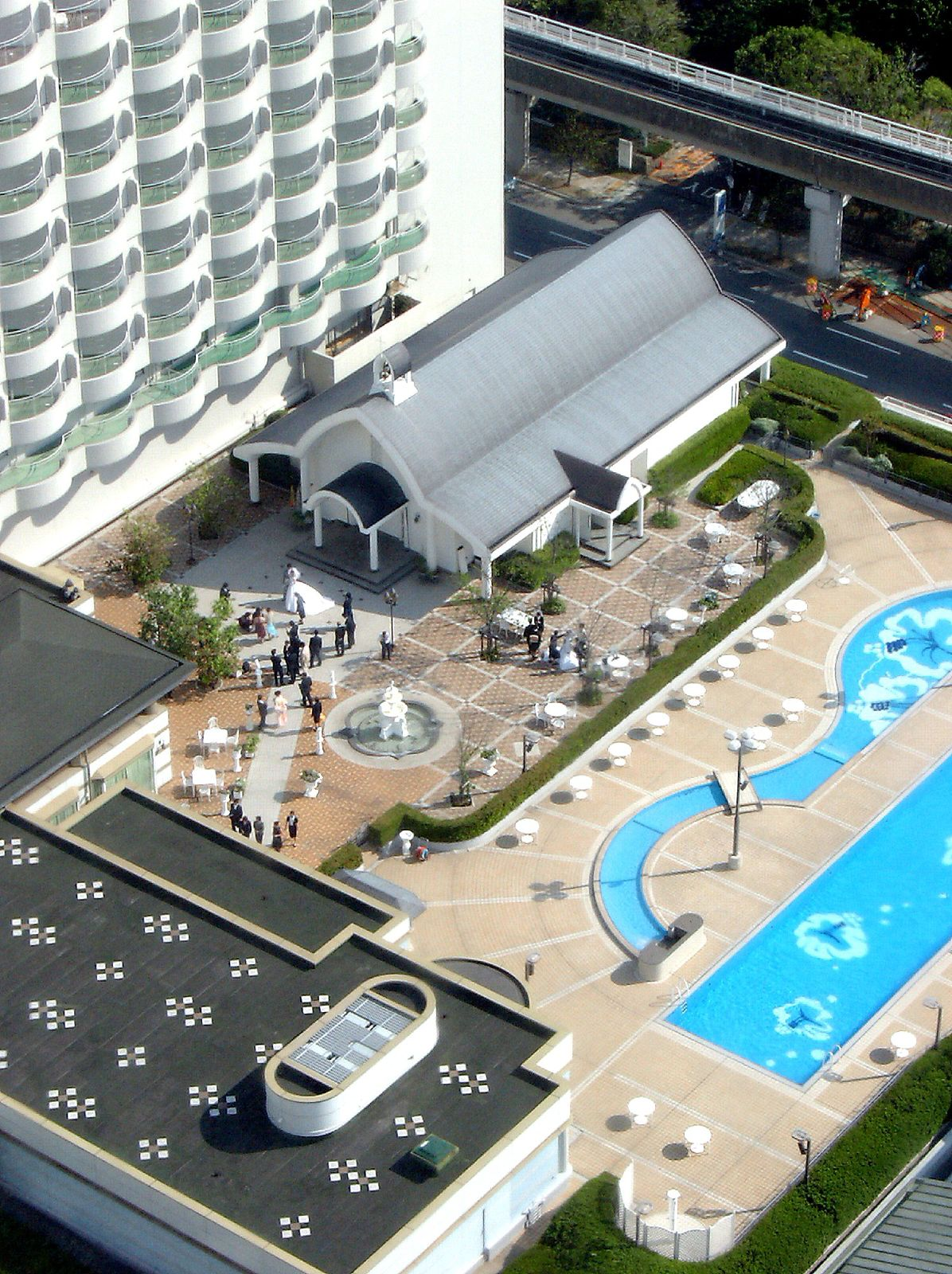
南館、セントチャペル

- ポートピアホール （劇場形式の国際会議場　1,702席）
- 大輪田 （2,067m2、正餐3,000席・立食3,800名・シアター2,800席）
- 偕楽 （1,190m2、正餐800席 ・立食1,200名・シアター1,200席）
- レインボー （362m2、正餐140席・立食300名・シアター400席）
- レヴァンテ （265m2、正餐70席・立食100名）
- トパーズ （325m2、正餐230席・立食270名・シアター400席）
- エメラルド （214m2、正餐140席・立食180名・シアター280席）
- ダイヤモンド （215m2、正餐150席・立食180名・シアター300席）
- サファイア （184m2、正餐120席・立食150名・シアター220席）
- ルビー  （167m2、正餐110席・立食150名・シアター200席）
- 和楽 （377m2、 正餐230名・立食 300名・シアター400席）
- 生田 （188m2、正餐120席・立食150名・シアター200席）
- 布引・北野 （252m2、160席・シアター290席）
- コスモポリタンルーム （198m2、立食80名）
- 菊水 （126m2、正餐80席・シアター140席）
- シルビア （95m2、26席）
- セレネ （63m2、14席）
- ローズ・アイリス・カトレア・ライラック （30m2、16席）
- 南館5F 会議室（12室） （32m2、12席）
- のじぎく （99m2、スクール55名、シアター95名）
- すみれ （66m2、スクール35名、シアター55名）
- つつじ （66m2、スクール35名、シアター55名）
- 松 （26m2、12席）、竹（26m2、12席）、梅（30m2、12席）、桜（30m2、12席）
- 和室宴会場 - 瀬戸 （150m2、正餐72名）
- 小ホール - サロンドサボワール （99m2、 50席）
- パーティースペース - キーノーツ （264m2、立食200名）

## 建築概要（本館）
- 設計 - 日建設計
- 竣工 - 1981年2月
- 規模 - 地上32階[注釈 1]、地下2階
- 最高部 - 111.4m
- 敷地面積 - 29,400m2
- 延床面積 - 111,799m2
- 所在地 - 〒650-0046 兵庫県神戸市中央区港島中町6-10-1

## 交通アクセス
- 山陽新幹線 新神戸駅より、ホテルシャトルバス（MK観光バスの受託運行、無料）で25分
- JR三ノ宮駅・阪急神戸三宮駅・阪神神戸三宮駅・地下鉄三宮駅より、ホテルシャトルバス（無料）で15分
- ポートライナー 市民広場駅 徒歩すぐ

## 周辺情報
- 神戸コンベンションコンプレックス
- ワールド本社
- UCCコーヒー博物館
- 神戸市立青少年科学館
- 神戸ポートターミナル
- 神戸どうぶつ王国（旧神戸花鳥園）